# Каланча, Николай
Никола́й Кала́нча (молд. и рум. Nicolae Caláncea; 29 августа 1986, Кишинёв, Молдавская ССР) — молдавский футболист, вратарь клуба «Сфынтул Георге».

## Биография
Воспитанник школы ФК «Зимбру» Кишинёв. С 2006 года начал выступать за основной состав кишинёвского клуба. За короткий срок Каланча закрепился на посту № 1 в «Зимбру», а также стал капитаном команды. Летом 2007 года болельщики признали его лучшим игроком команды в сезоне 2006/07, а в конце 2007-го он был назван вратарём года в Молдавии.
В феврале 2008 года Николай Каланча был отдан в аренду до 31 мая 2008 года (с возможностью последующего заключения контракта на пять лет) в клуб российской премьер-лиги «Крылья Советов» Самара. В начале мая Каланча, сыгравший в «Крыльях» только в 3 играх дублирующего состава (пропустил 6 мячей), досрочно покинул самарский клуб и вернулся в «Зимбру».

## Карьера в сборной
В августе 2006 года был впервые вызван в национальную сборную Молдавии, дебютировал в которой 7 февраля 2007 года в товарищеском матче со сборной Румынии (0:2). Всего сыграл 11 матчей (4 из них на «0»):
- 7 февраля 2007. Т. Румыния — Молдавия 2:0. 45 минут, вышел на замену; пропустил 2 мяча
- 6 июня 2007. ОЧЕ-08. Греция — Молдавия 2:1. 90 минут; пропустил 2 мяча
- 22 августа 2007. Т. Латвия — Молдавия 1:2. 45 минут, вышел на замену
- 12 сентября 2007. ОЧЕ-08. Босния и Герцеговина — Молдавия 0:1. 90 минут
- 13 октября 2007. ОЧЕ-08. Молдавия — Турция 1:1. 90 минут; пропустил 1 мяч
- 6 февраля 2008. Т. Молдавия — Казахстан 1:0. 45 минут, был заменён
- 20 августа 2008. Т. Литва — Молдавия 3:0. 45 минут, вышел на замену; пропустил 2 мяча
- 6 сентября 2008. ОЧМ-10. Молдавия — Латвия 1:2. 90 минут; пропустил 2 мяча
- 11 октября 2008. ОЧМ-10. Греция — Молдавия 3:0. 90 минут; пропустил 3 мяча
- 15 октября 2008. ОЧМ-10. Люксембург — Молдавия 0:0. 90 минут
- 19 ноября 2008. Т. Молдавия — Литва 1:1. 90 минут; пропустил 1 мяч

## Достижения
- Обладатель Кубка Молдавии: 2007
- Лучший вратарь Молдавии 2007 года